# 香港麗晶酒店
22°17′36.5″N 114°10′26.2″E / 22.293472°N 114.173944°E
香港麗晶酒店（英語：Regent Hong Kong）為香港一所甲級高價酒店，位於香港九龍尖沙咀梳士巴利道18號，座擁維多利亞港海景，由基滙資本及建生國際持有，由洲際酒店集團管理，於1979年開業，於2020年閉店翻新，於2023年翻新後復業。酒店於2001年至2022年稱香港洲際酒店（英語：InterContinental Hong Kong），目前為原新世界中心項目中惟一獲保留的部分，其前身為藍煙囪貨倉碼頭，毗鄰香港星光大道、香港文化中心、維港文化匯、香港太空館及尖沙咀天星碼頭等旅遊景點。

## 历史

### 开业
酒店于1979年以“香港丽晶酒店”名义开业，由新世界发展拥有，并由丽晶国际酒店集团管理。酒店最初作为丽晶国际酒店集团的旗舰物业，集团由酒店业者Robert H. Burns和日本东急酒店集团于1970年创立。1992年，丽晶酒店集团被四季酒店集团收购。
2001年5月21日，新世界集团以3.46亿美元将酒店出售给巴斯酒店及度假村（Bass Hotels and Resorts），并于2001年6月1日更名为“香港洲际酒店”。当时拥有丽晶酒店的四季酒店集团控制了该物业管理合约的25%，引发与新世界的租金仲裁，最终于2001年8月，新世界同意支付未公开金额给四季酒店集团。
2015年7月，洲际酒店集团，即巴斯酒店及度假村的继承公司与投资者联合体Supreme Key Limited达成协议，以9.38亿美元出售香港洲际酒店。据报道，IHG保留了37年的管理合约，并享有三次10年延长权。
2018年3月，洲际酒店集团在收购丽晶酒店及度假村大部分股权后宣布，酒店翻新完成后将重新命名为“香港丽晶酒店”。香港洲际酒店于2020年4月20日正式停止运营，开始为期三年的翻新和转型。
2023年11月8日，重新开业的香港丽晶酒店举行了盛大的开业典礼，庆祝重返维多利亚港。盛会包括来自意大利的特技舞者表演，舞者利用酒店的外立面和大堂窗户作为舞台，进行了香港首场垂直舞蹈表演。

## 設施

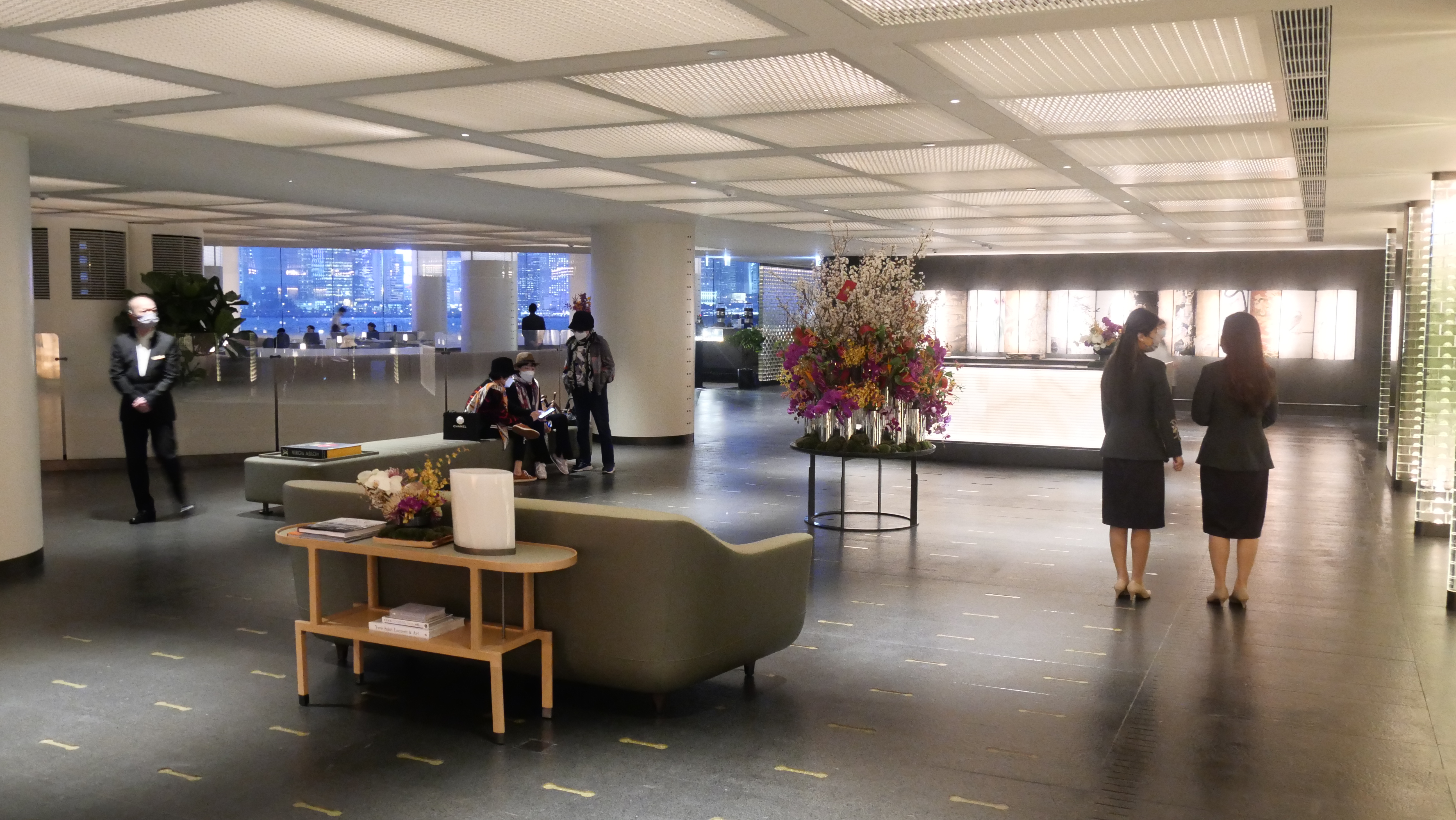
大堂

酒店拥有497间客房，由香港出生的设计师卢志荣精心设计。设计突显了宁静、工艺精湛的内饰与维多利亚港和香港天际线的广阔景观之间的对比。酒店的核心概念是“私人避风港”，在整个酒店内提供定制化的空间，让宾客能够放松身心。
客房自2023年3月起分阶段开放。2024年6月，酒店推出了标志性套房系列，包括总统套房、露台套房和首席执行官套房，这三个住宅式的套房均设有私人天台露台，俯瞰维多利亚港和香港天际线。
7,000平方英尺的双层总统套房设有一个无边际泳池的屋顶露台。扩展的5,500平方英尺的露台套房为一间卧室的双层套房。4,200平方英尺的两居室首席执行官套房设有一个大窗户的客厅，可以俯瞰屋顶露台和维多利亚港。
丽晶会所（The Regent Club）提供港景，是专为入住套房或拥有会所通行权的宾客设计的专属休憩场所。池畔露台是一个设计精美的园景区域，配有大型户外泳池和三种温度的无边际浸泡池，让宾客可以欣赏维多利亚港的美景。此外，健身中心全年24小时开放，并配备Technogym设备。
香港丽晶酒店以举办城市中的一些活动闻名，包括宴会和婚礼。酒店入口处设有一个层叠式的喷泉，而靠近大堂的大理石楼梯通向无柱丽晶宴会厅。除了丽晶宴会厅外，酒店还提供十个俯瞰港景的活动场地，适合各类活动。

## 餐厅与酒吧
酒店拥有六间餐厅和酒吧。麗晶軒提供點心及傳統粵菜菜餚，港畔餐廳毗鄰海港，薈萃各式國際美食。「The Steak House」則供應美國牛排、肉類和海鮮。2022年12月26日，香港丽晶酒店率先开设了三间标志性餐厅，以全新装潢和美食呈现，包括The Steak House、大堂酒廊和Harbourside。这些场所均在客房完工前已投入使用。
2022年12月，米其林星级餐厅欣图轩恢复了原名“丽晶轩”（Lai Ching Heen），继续提供其广受欢迎的粤菜。Nobu Hong Kong作为日本以外亚洲首家Nobu餐厅，最早于2006年开业，并于2023年11月重新回归。
此外，2023年12月，酒店推出了Qura酒吧，这是一个专注于稀有烈酒的场所，内设私人餐厅和雪茄吧。

### 餐飲設施列表
- 麗晶軒（酒店翻新前稱「欣圖軒」）
- The Steak House（酒店翻新前稱「The Steak House Bar & Grill」）
- 港畔餐廳
- 大堂酒廊
- Nobu（英语：Nobu）
- Rech by Alain Ducasse （2017年3月開幕，2020年3月11日結業[27]）
- 池畔酒吧（隨酒店翻新而結業）
- 友漁坊（已結業）

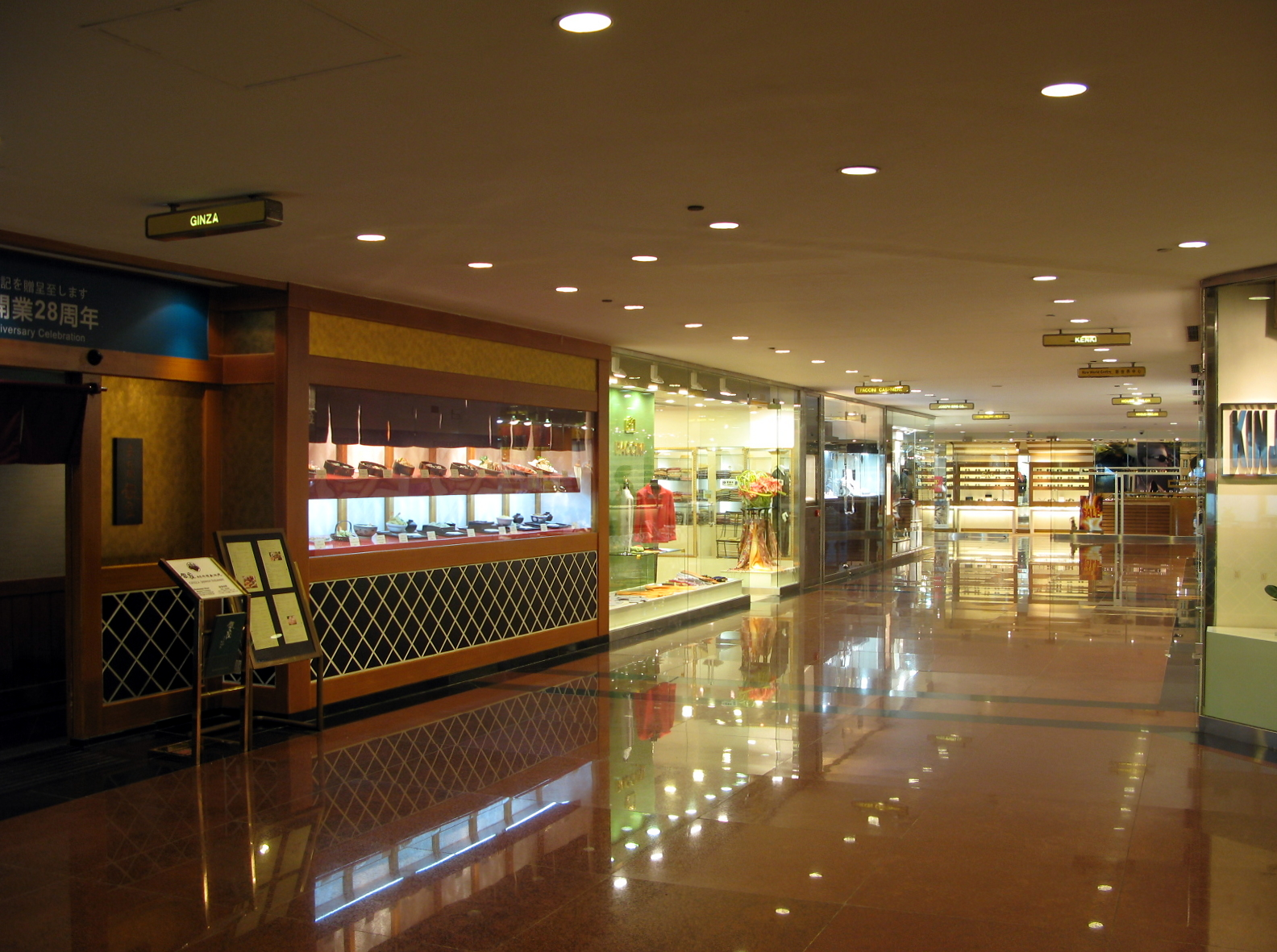
原香港洲際酒店商場，現時為K11 MUSEA MUSE EDITION專區
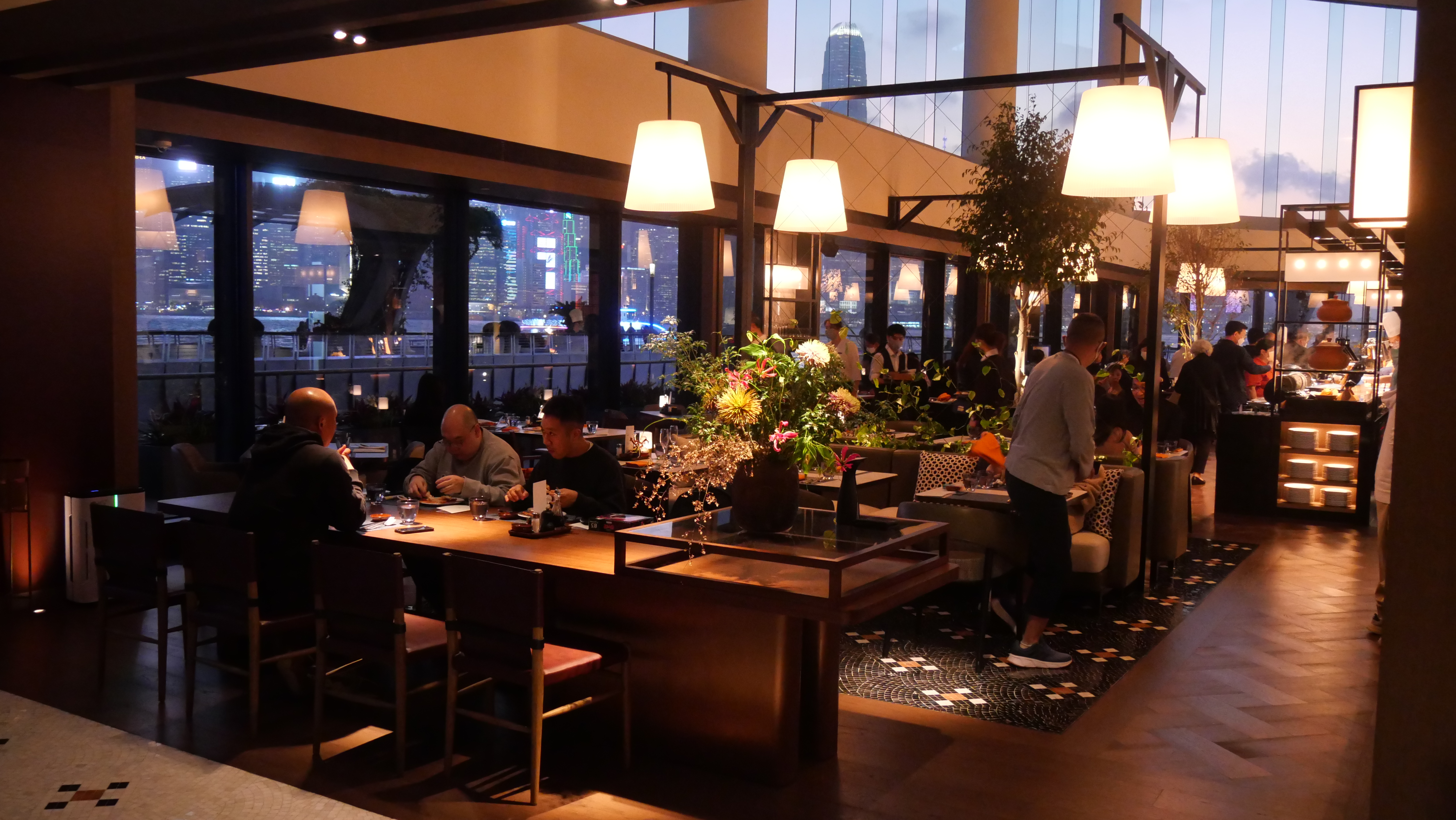
港畔餐廳
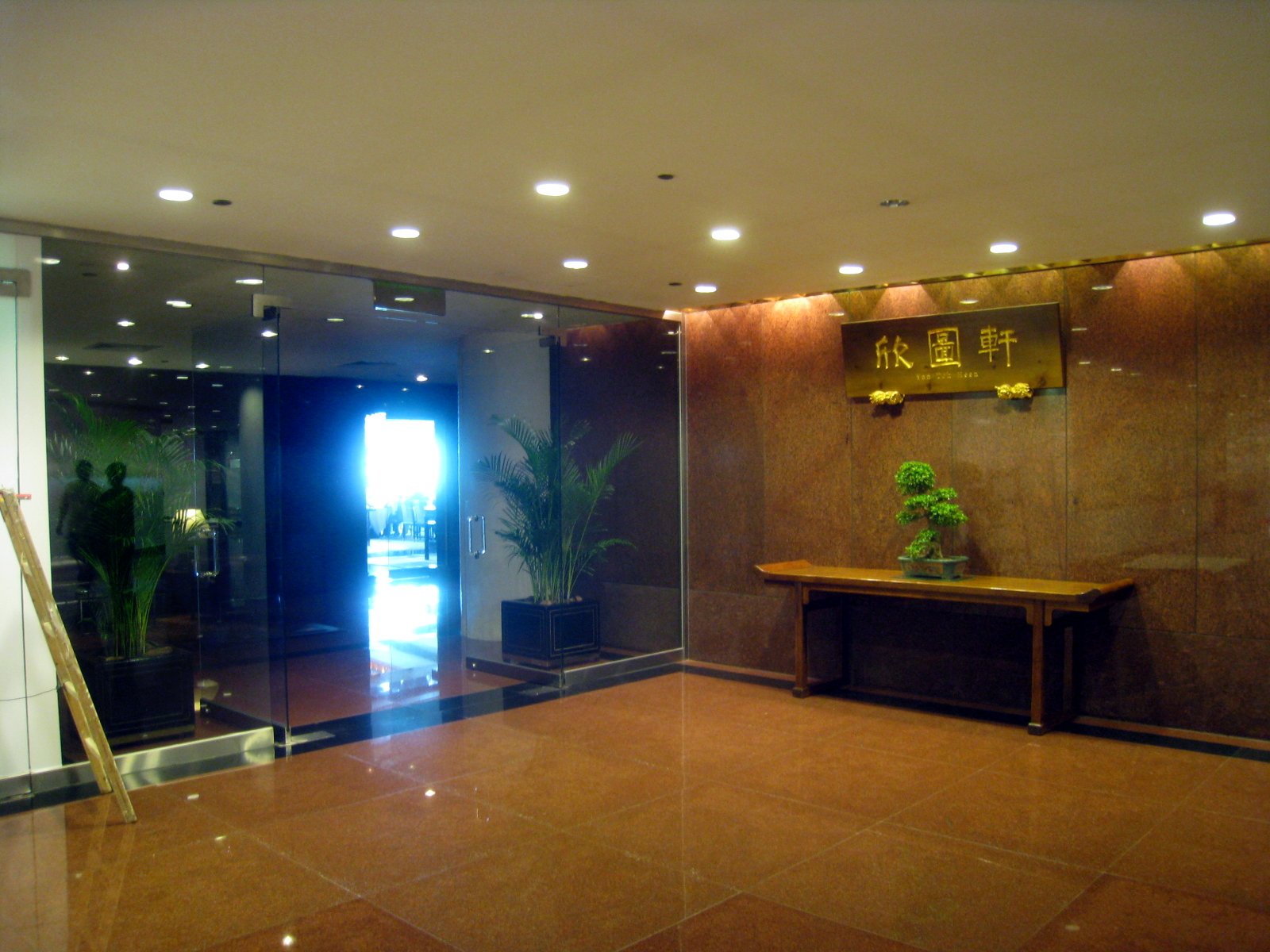
欣圖軒
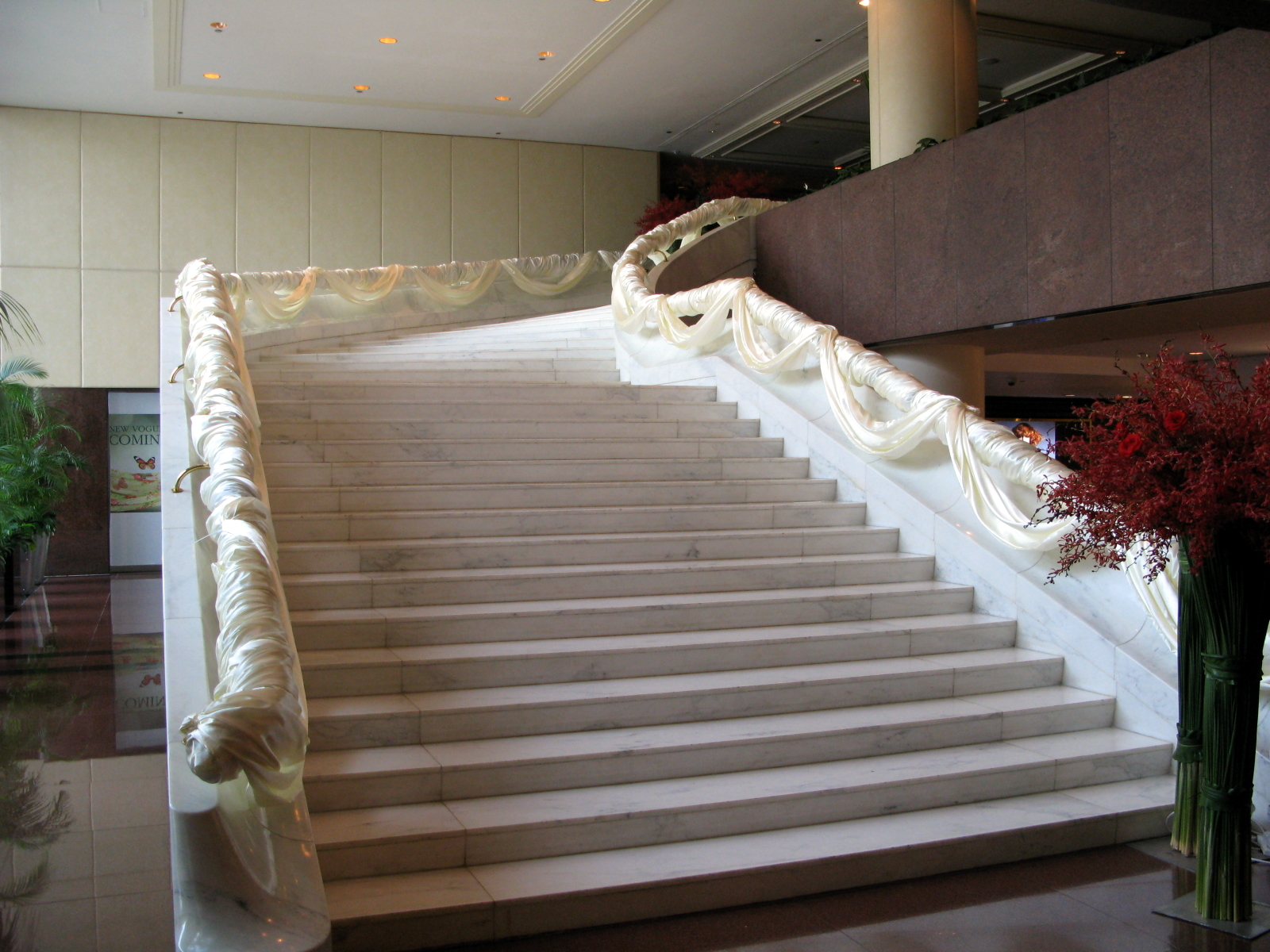
大堂白雲石樓梯

## 與流行文化的關係
- 酒店的總統套房設有一個正對維多利亞港的露天泳池及按摩泡池，是香港惟一設有私人泳池的酒店客房。
- 香港女歌手徐小鳳於1985年推出的音樂專輯《徐小鳳全新歌集第三集》的唱片封套，乃於麗晶酒店大堂的白雲石樓梯拍攝。著名設計師劉培基包辦該封套設計及歌手服裝造型，其中徐小鳳於封套中乃穿上一襲鮮紅色長裙，倒臥於麗晶酒店大堂白雲石樓梯，成為徐小鳳其中一個經典造型。[28]
- 無綫電視曾於1992年為香港男歌手許冠傑在麗晶酒店舉行了《許冠傑光榮引退匯群星》，以對他多年來對樂壇的貢獻致敬。
- 在周星馳主演的1994年香港電影《國產凌凌漆》中，片中主角凌凌漆誤以為他到香港將下榻的酒店是麗晶酒店，後來才知是麗晶大賓館。
- 天氣預告節目《瞬間看地球》的其中一個鏡頭乃設置在麗晶酒店內，以拍攝維多利亞港。
- 台灣歌手周杰倫歌曲《給我一首歌的時間》MV，是於酒店內的總统套房內拍攝。
- 曾在此酒店舉行婚禮的藝人包括李克勤及盧淑儀、陳慧琳、黃長興、錢嘉樂及湯盈盈。

## 在流行文化中的影响力
香港丽晶酒店接待了许多知名客人，并出现在多部电影、电视节目和旅游节目中。曾入住酒店的知名客人包括英国皇室、美国总统（吉米·卡特、理查德·尼克松、杰拉尔德·福特和乔治·布什），以及法兰克·辛纳屈、伊丽莎白·泰勒、凯瑟琳·德纳芙、西德尼·波蒂埃、罗杰·摩尔、罗伯特·德尼罗、查尔斯·布朗森、胡里奥·伊格莱西亚斯、汤姆·琼斯、波·德里克、梅格·瑞恩、芭芭拉·沃尔特斯、卡尔文·克莱因、安吉丽娜·朱莉、布拉德·皮特、IShowSpeed。
酒店也在多部电影中出现，如迷你剧《诺贝尔家族》（1988年）和电影《夜巡》（1995年），两部作品均由皮尔斯·布鲁斯南主演，还有美剧《豪门恩怨》（1985年）。在酒店取景的电视节目包括丹麦剧《谍影危情》（2012年）和NBC的《Better Late Than Never》（2016年），以及由徐峥主演的电影《港囧》（2015年），其总统套房在片中亮相。此外，酒店还是音乐视频的拍摄地，例如日本流行歌手滨崎步的《Distance Love》（2007年）和周杰伦的《给我一首歌的时间》（2008年）。

## 奖项
自重新开业以来，香港丽晶酒店获得了多项国际荣誉。2024年奖项包括：
- 香港及澳门十大酒店第3名 | 《Condé Nast Traveler》读者选择奖2024
- 中国最佳酒店 | 《Condé Nast Traveler China》读者选择奖2024
- 亚洲最佳新酒店 | 国泰会员选择奖2024
- 亚洲太平洋地区最佳酒店 | 《Travel Weekly Asia》读者选择奖2024[33]
- 香港城市最佳酒店第1名 | 《Travel + Leisure》世界最佳奖2024[34]
- 亚洲20大最受欢迎城市酒店第2名 | 《Travel + Leisure》世界最佳奖2024[35]
- 世界最佳100家酒店第7名 | 《Travel + Leisure》世界最佳奖2024
- 香港最佳酒店第1名 | 《Travel + Leisure》亚太区奢华奖2024
- 2023年最佳新城市酒店 | 《Travel + Leisure》2024年It List
- 世界最佳新酒店 | 《Condé Nast Traveler》2024年Hot List
- 旅行者之选奖2024 | Tripadvisor
- 香港最佳商务酒店 | TTG中国旅游大奖2024
- 最佳设计酒店 | 2024年《外滩》设计酒店奖
- 设计创新奖 | Future Tourism
- Elite Traveler顶级新酒店套房：总统套房[36]
- 香港首家获得EarthCheck白金认证的酒店[37]2023年奖项包括：

- 2023特别推荐新酒店 | 《Travel + Leisure China》
- 最佳中的最佳 | 《罗博报告》香港版[38]

此外，酒店的餐厅也获得了多项荣誉，包括：
- 全球最佳餐厅 | 《国家地理》值得一试——世界最佳餐厅2024丽晶轩
- 《米其林指南》香港及澳门2024：二星
- 两钻石 | 黑珍珠餐厅指南2024
- 《南华早报》100大桌2024
- 《米其林指南》香港及澳门2023：二星
- 两钻石 | 黑珍珠餐厅指南2023
- 《南华早报》100大桌2023

The Steak House：
- 《米其林指南》香港及澳门2024推荐餐厅
- 《南华早报》100大桌2024
- 世界101大最佳牛排餐厅2024
- 最佳牛排餐厅 | Foodie Forks 2024
- 《南华早报》100大桌2023

## 外部連結
- 香港麗晶酒店官方網站 （页面存档备份，存于） （繁體中文）
- 香港洲際酒店官方網站 （页面存档备份，存于） （英文）